# NGC 5655
NGC 5655 (również PGC 51857 lub UGC 9333) – galaktyka spiralna (Sc), znajdująca się w gwiazdozbiorze Wolarza. Odkrył ją John Herschel 4 kwietnia 1831 roku. Wiele katalogów i baz obiektów astronomicznych (np. SIMBAD) błędnie przypisuje tej galaktyce oznaczenie NGC 5649.